# 村山得次郎
村山 得次郎（むらやま とくじろう、1851年〈嘉永4年〉 - 1886年〈明治19年〉）は、日本の新潟県（旧・越後国）出身の地域指導者。現在の新潟市北区松浜地域の都市基盤整備と経済発展に尽力した。居住地の開発や港湾開港のための運動、市場の創設などで知られ、「松浜の恩人」と称されている。

## 生涯
村山得次郎の先祖は、1598年（慶長3年）に新発田藩初代藩主の溝口秀勝と共に石川県の大聖寺から移住してきたとされる。岡方地区の太子堂に居住し、1662年（寛文2年）に分家して松ヶ崎浜村（現在の新潟市北区）へ移った。
1851年（嘉永4年）、松ヶ崎浜村に生まれ、若くして家督を継いだ。1871年（明治4年）まで名主を務め、その後も松ヶ崎の御用掛や戸長として地域の行政に従事した。

## 業績

### 新屋敷の開発
1873年（明治6年）から1874年（明治7年）にかけて、新潟の湊元・忠次郎の協力を得て、阿賀野川の浅洲を埋め立てて住宅地「新屋敷」（現・松浜本町4丁目）を造成した。これにより、住宅密集に悩まされていた松浜地域の都市化が促進され、公共施設の立地も可能となった。

### 市場の創設
1876年（明治9年）、得次郎は村人と共に、「2と7のつく日（例：2日・7日・12日など）に市を開く」ことを県に願い出て、許可を得る。これにより、松浜には「二・七の市」が創設され、以降の商業発展の礎となった。

### 港湾の開放運動
得次郎は、松浜を阿賀野川河口の港町として発展させる構想を持っていた。江戸時代以来続いていた「松ヶ崎堀割を港として使用しない」という新潟町との契約を撤廃し、松ヶ崎浜を正式な港とする運動を展開した。彼の死後、その運動は受け継がれ、1893年（明治26年）、帝国議会にて「松ヶ崎浜港」の開港が認められ、木材の輸出入を中心とする交易港として大きく発展した。

## 死と顕彰
1886年（明治19年）、志半ばにして36歳で死去した。彼の遺志は地域の人々に引き継がれ、松浜の発展はその後も続いた。
1938年（昭和13年）、松浜稲荷神社境内に、有志により「村山得次郎君頌徳碑（しょうとくひ）」が建立され、その功績をたたえている。

## 関連施設
- 松浜稲荷神社（新潟市北区松浜本町3） - 頌徳碑が設置されている。
- 新屋敷（松浜本町4） - 得次郎が造成した住宅地。